# Yonimassage
| Yonimassage |
| --- |
| Yoni-tecknet eller Yoni mudra. - Betydelse – tantramassage med fokus på erogena zoner - Syfte – lösa upp muskelspänningar - Etymologi – yoni, sanskrit för vulva, sköte eller ursprung |

Yonimassage, även kallat vaginal dearmorering och yoni mapping therapy är en form av tantramassage som innefattar hela kroppen, men med störst fokus på kvinnans erogena kroppsdelar vulva, vagina, bröst, anus och andra erogena zoner. Enligt Wilhelm Reich är muskelspänningar återspeglingar av tidigare obearbetade erfarenheter och incidenter. Avsikten med yonimassage är att reda ut och frigöra innebörden av skador, minnen, blockeringar och ärr.
Det finns inga vetenskapliga belägg för att yonimassage skulle hjälpa mot fysiska åkommor, även om kvinnor som besvärats av vestibulit vittnar om att de blivit hjälpta av behandlingen.
Syftet är inte enbart att uppnå orgasm, även om detta är en vanligt förekommande bieffekt under yonimassage.
Namnet är hämtat från begreppet yoni – sanskrit för vulva, sköte eller ursprung. Ordet symboliserar inom hinduismen även gudinnan Shakti. I tantra ses yoni som en både erotisk och magisk plats för visdom och helande kraft, ett tempel för kvinnans gudomlighet.

## Utförande
Den som ger massagen kallas för givare, och den som tar emot massagen kallas för mottagare. Sker det professionellt ska utövaren ha skaffat sig både erfarenhet och utbildning genom någon av flera erkända organisationer.
Eftersom massagen ska utföras som en helande ritual används eteriska oljor, rogivande musik och tända ljus, för att etablera en lugn och trygg stämning. Yonimassagen börjar med en konsultation där mottagaren kan ge uttryck för sina önskemål, vad som möjligen hindrar den sexuella lusten, hur orgasmer känns eller inte känns. Utförandet fortsätter sedan med att mottagaren ligger på mage, medan givaren masserar hela kroppen och inte berör könet förrän mottagaren är helt avslappnad. Mottagaren får så småningom vända på sig för att ligga på rygg.
Yonimassagen fullföljs med massage av kvinnans könsorgan, bland annat klitoris och G-punkten. Det händer att mottagaren upplever en eller flera orgasmer under massagen, även om detta inte är syftet med massagen.
Det kan också hända att ett yoniägg används som stimulans av bäckenbotten. Ett yoniägg är äggformat och ofta tillverkat av jade eller kvarts.

## Laglighet
Yonimassage uppmärksammades år 2021 som en positiv och förlösande massagemetod av olika influerare. Men eftersom massageformen kan beskrivas som en sexuell akt där kunders könsorgan berörs, skulle det kunna innebära en lagöverträdelse att betala för yonimassage i länder där sexköp är förbjudet. Även andra typer av massage, till exempel nurumassage, skulle kunna innebära ett lagbrott vid betalning. Vissa rättslärda är dock medvetna om "den generella utvecklingen" och välkomnar möjligheten att få pröva den svenska sexköpslagen på detta område.

## Bildgalleri

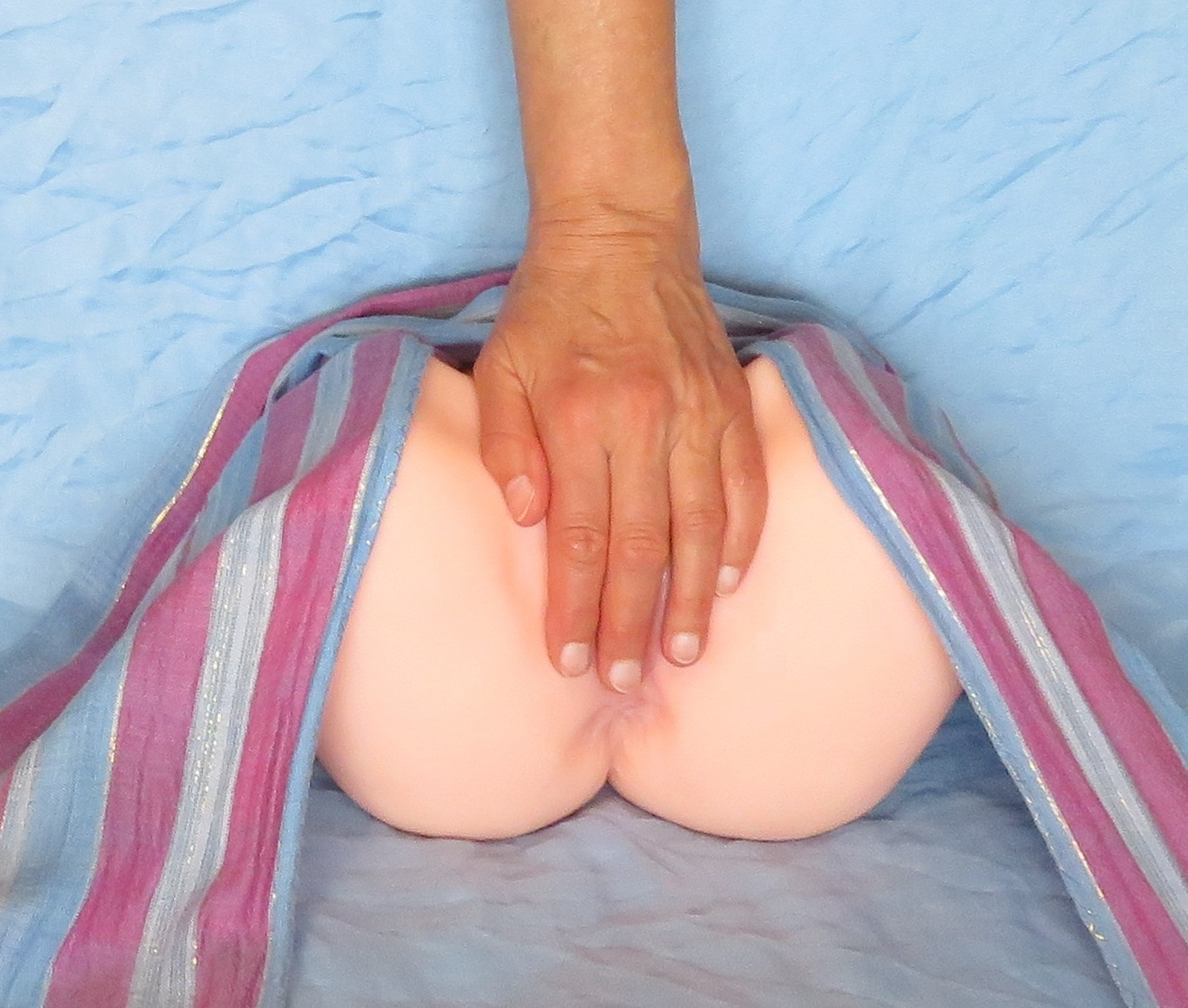
Placering av varm hand över vulvan (på en vulvamodell av silikon).
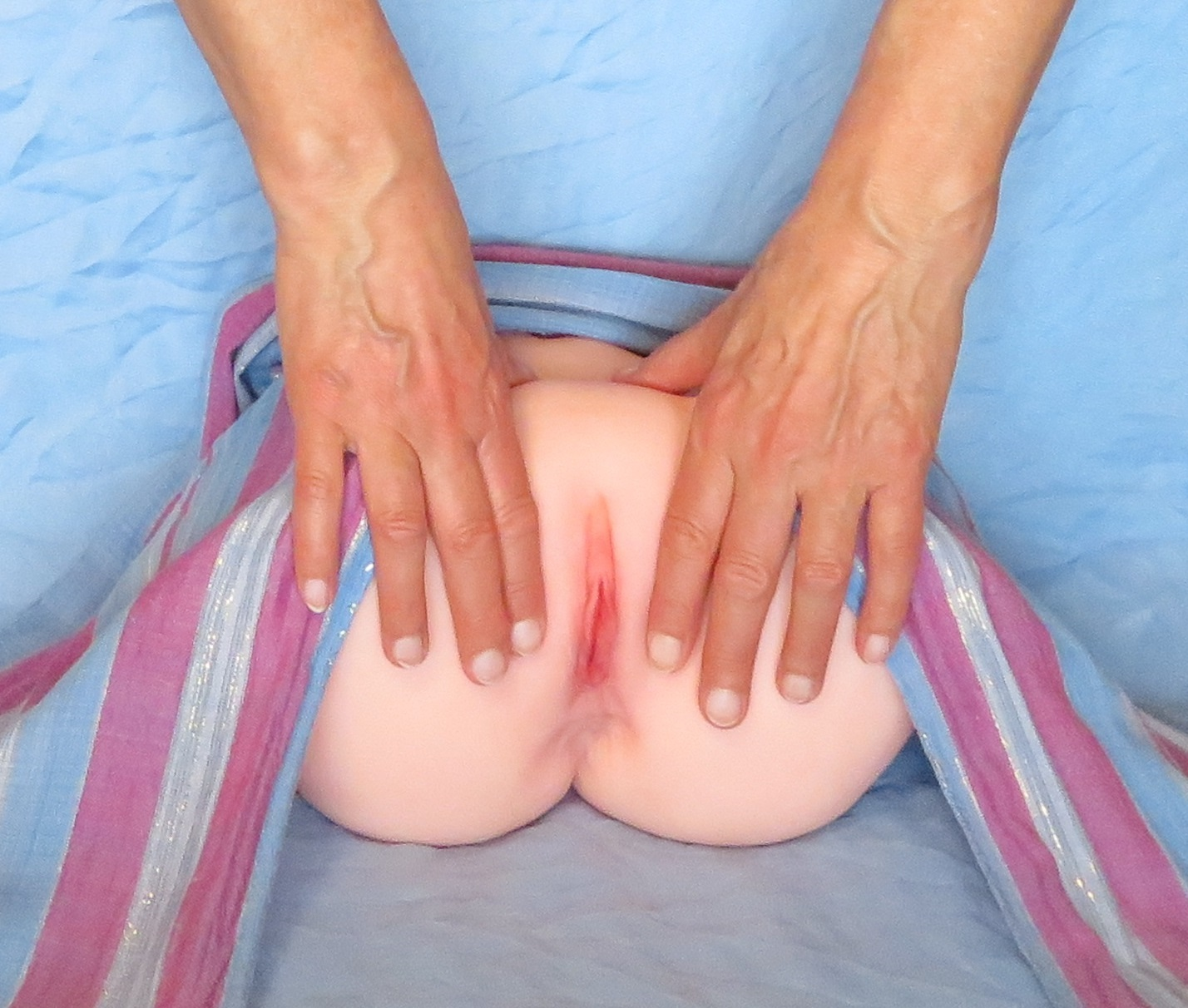
Smekning av ljumsken.
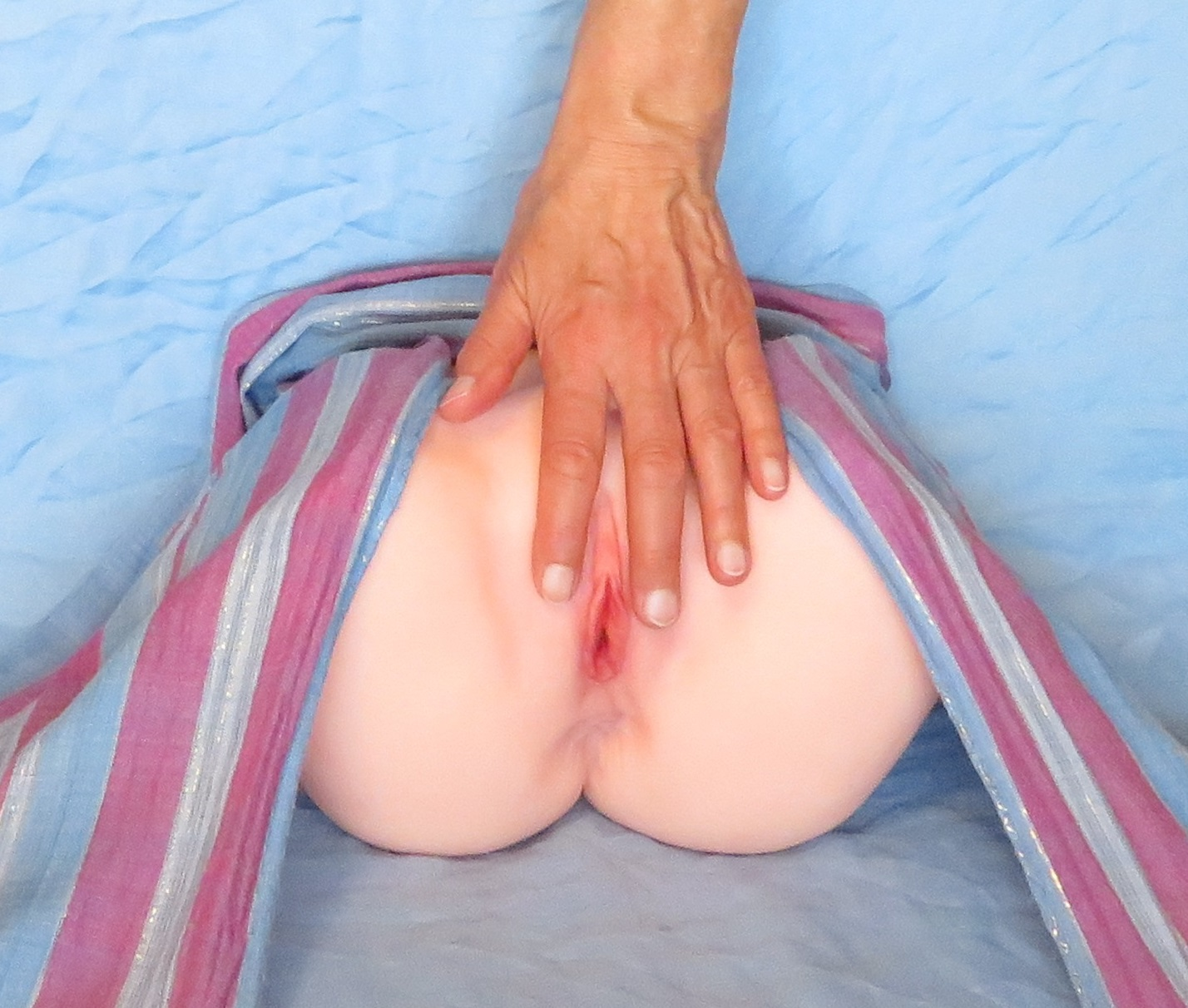
Längsledes smekning av yttre blygdläppar.
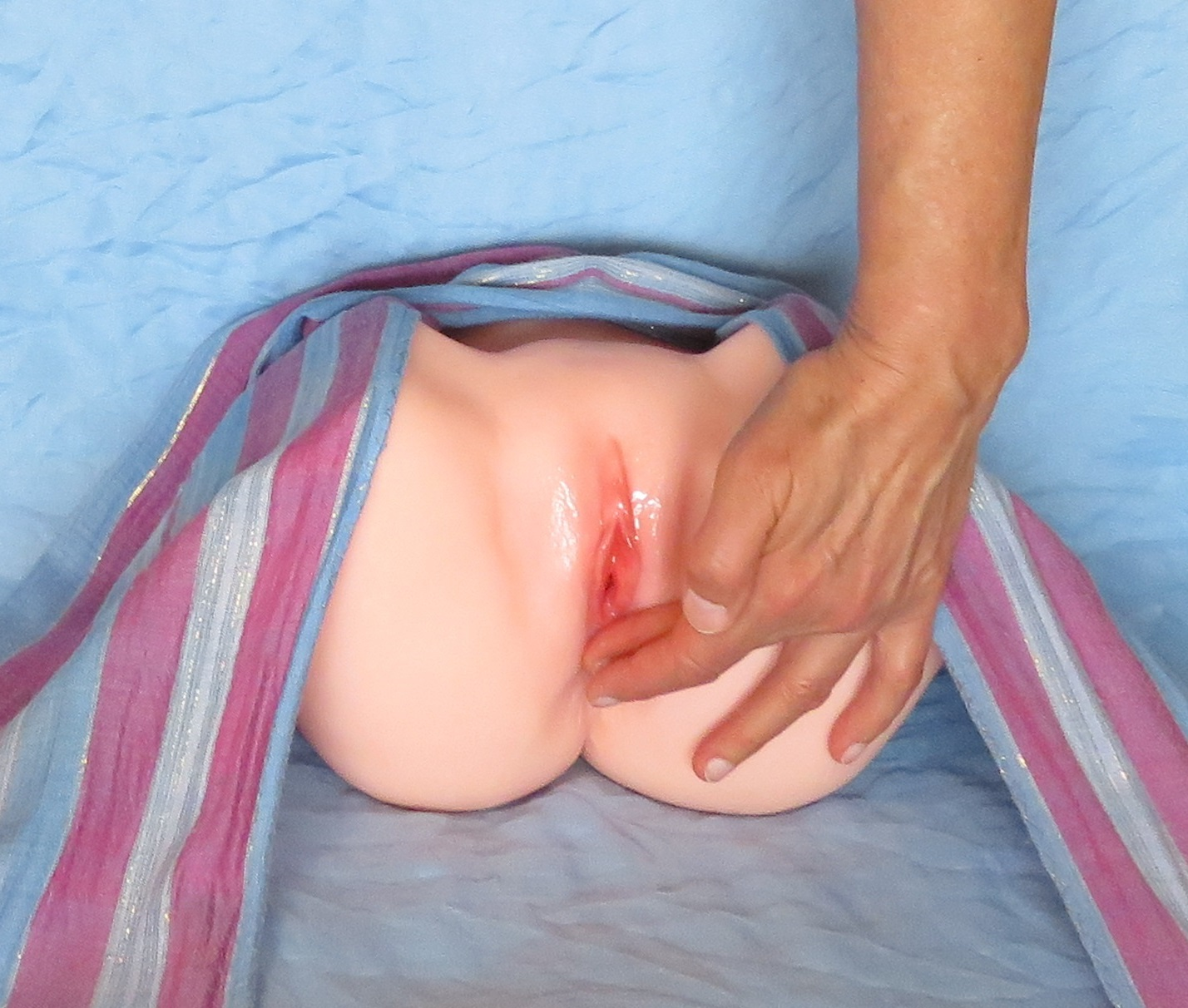
Försiktig massage av mellangården.
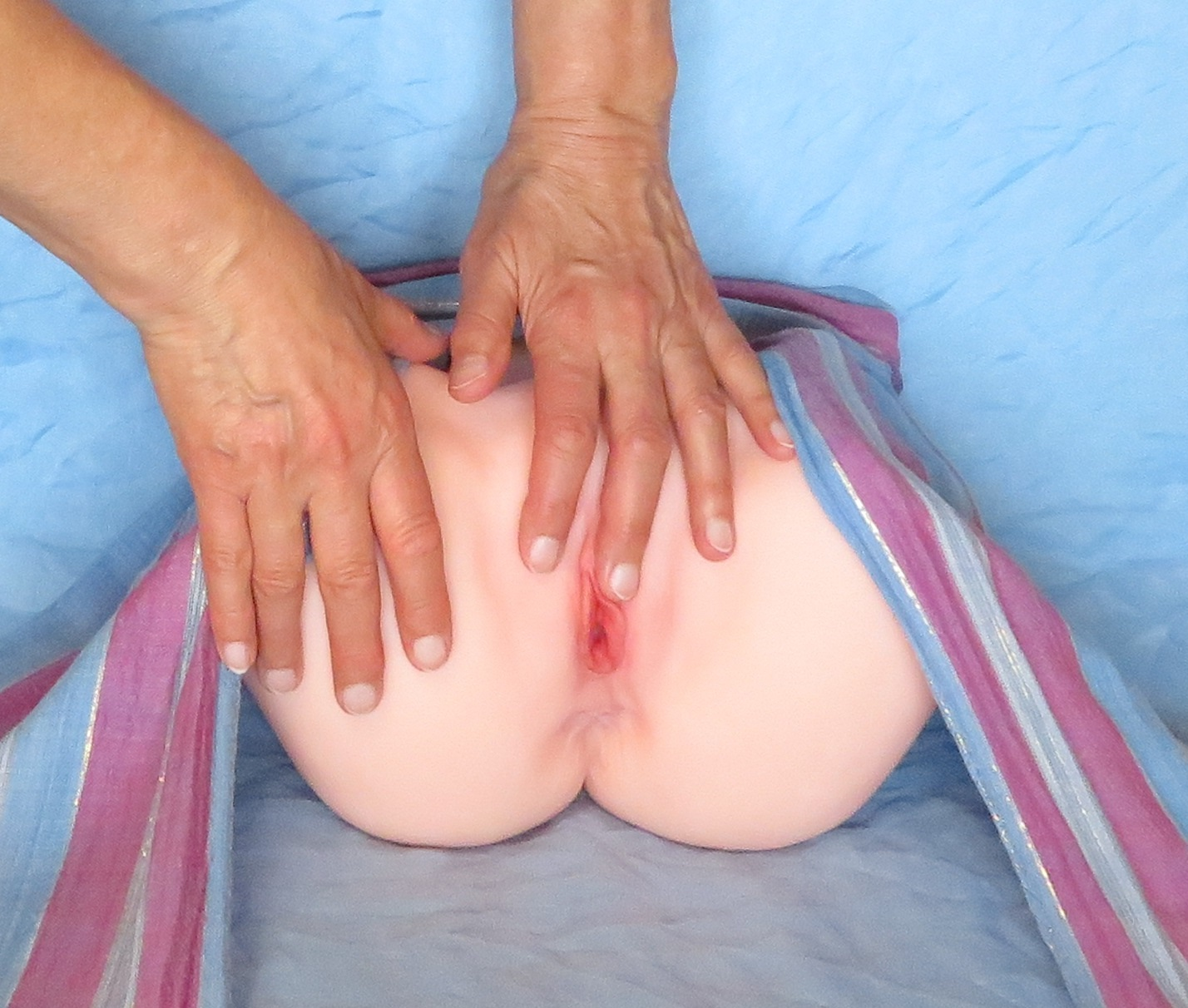
Smekning av klitorisollonet.
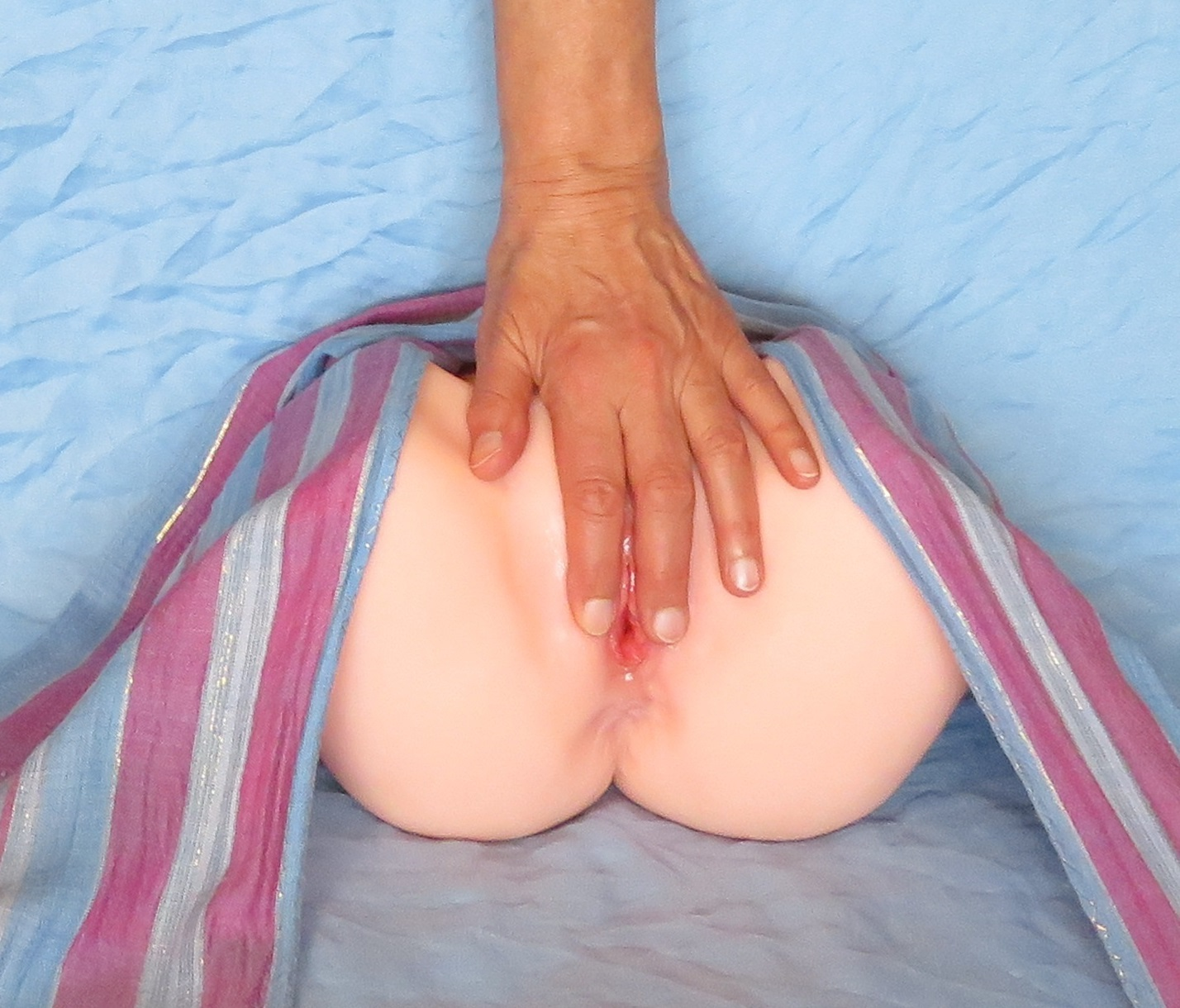
Smekning av inre blygläppar.
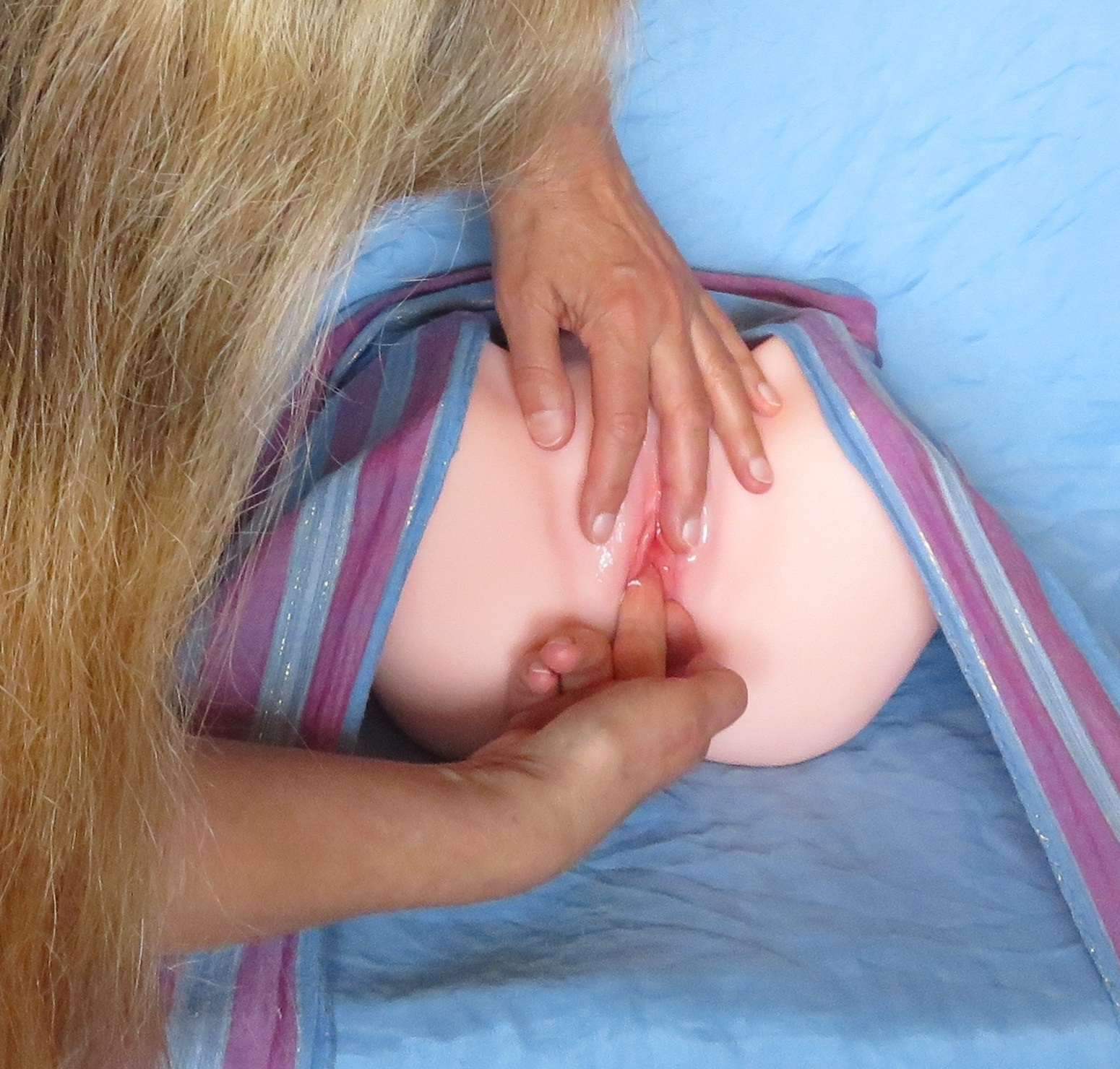
Penetration för att nå G-punkten, samt ytterligare stimulans av klitorisollonet.